# Ifira Black Bird FC
Le Ifira Black Bird FC est un club de première division vanuataise fondé en 1994. Son nom signifie « oiseau noir », il représente le symbole de la ville. 

## Palmarès
- Championnat du Vanuatu : 2017, 2020